# Maksim Liksutov
Maksim Stanislavovič Liksutov (in russo Максим Станиславович Ликсутов?; Loksa, 19 giugno 1976) è un politico, imprenditore e dirigente d'azienda russo, vicesindaco di Mosca e capo del Dipartimento dei trasporti del governo cittadino.

## Biografia
Nato nella RSS Estone da genitori russi, vive a Mosca dal 1998. Precedentemente si era dedicato all'attività imprenditoriale nel settore carbonifero, dando vita, insieme a Sergej Glinka, ad un'azienda che costituiva il terminale estone dell'esportazione verso Occidente del carbone estratto in Russia, in particolare nel bacino carbonifero di Kuzneck. Dal 1999 Liksutov ha rivestito incarichi direttivi e detenuto quote azionarie di importanti aziende russe del settore dei trasporti, quali Pervaja Gruzovaja Kompanija, TransKontejner, TransGrupp e Transmašcholding. Nel biennio 2009-2010 è stato direttore generale della compagnia Aėroėkspress, di cui possedeva il 25% delle azioni.
Nell'aprile 2011 è divenuto consigliere del sindaco di Mosca Sergej Sobjanin, che nel dicembre dello stesso anno lo ha posto a capo del Dipartimento dei trasporti e dello sviluppo delle infrastrutture stradali e di trasporto. Nel settembre successivo Liksutov, mantenendo la direzione del Dipartimento, è diventato uno dei sette vicesindaci di Mosca.
Nel frattempo ha completato i suoi studi laureandosi nel 2007 in Finanza e credito presso l'Accademica economica Plechanov e specializzandosi nel 2012 in Management dell'organizzazione presso l'Istituto giuridico internazionale. Nel 2013 la rivista Forbes lo ha collocato al 157º posto nella graduatoria dei più ricchi uomini d'affari russi, con un capitale di 650 000 000 di dollari..